# Барберје
Барберје (фр. Barberier) насеље је и општина у централној Француској у региону Оверња, у департману Алије која припада префектури Мулен.
По подацима из 2011. године у општини је живело 130 становника, а густина насељености је износила 16,09 становника/km². Општина се простире на површини од 8,08 km². Налази се на средњој надморској висини од 269 метара (максималној 290 m, а минималној 254 m).

## Демографија
| 1962. | 1968. | 1975. | 1982. | 1990. | 1999. | 2011. |
| ----- | ----- | ----- | ----- | ----- | ----- | ----- |
| 133   | 170   | 125   | 106   | 108   | 107   | 130   |

График промене броја становника у току последњих година